# Escut d'Olèrdola

Escut oficial d'Olèrdola

L'escut d'Olèrdola és el símbol oficial usat per l'ajuntament d'Olèrdola. Reprodueix el castell d'Olèrdola, fet construir l'any 929 per Sunyer I, comte de Barcelona; i una espasa flamejada i unes balances que són els atributs de sant Miquel Arcàngel, patró del poble.

## Escut heràldic
L'escut oficial té el següent blasonament:
«Escut caironat: d'atzur, un castell d'or obert acostat d'una espasa flamejada d'argent guarnida d'or a la destra i d'una balança d'or a la sinistra. Per timbre una corona mural de poble.»
Va ser aprovat l'11 de novembre de 1992 i publicat al DOGC número 1673 de 23 de novembre del mateix any.

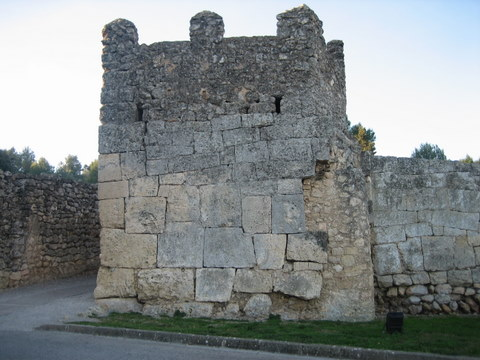
Castell d'Olèrdola
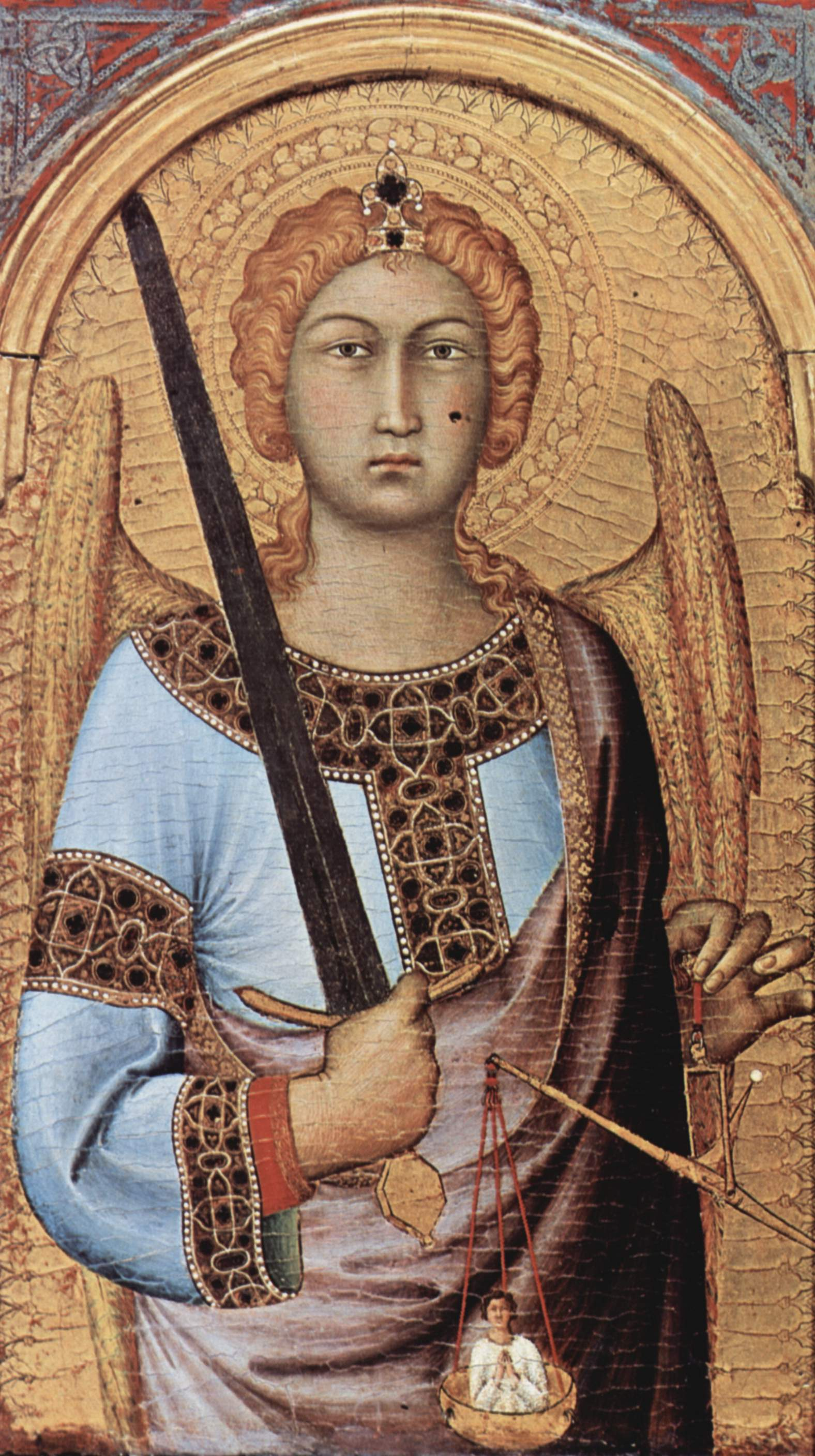
L'Arcàngel Miquel amb espasa i balances

## Bandera d'Olèrdola
La bandera oficial d'Olèrdola adopta els colors de l'escut, amb el símbol heràldic del castell i substituint les figures que l'acompanyen per dos pals. Té la següent descripció oficial:
«Bandera apaïsada, de proporcions dos d'alt per tres de llarg, de color blau fosc amb el castell groc de l'escut, d'alçària 2/3 de la del drap i amplària 1/3 de la llargària del mateix drap, al centre, i dos pals grocs cadascun de gruix 1/9 de la mateixa llargària posats a 1/9 de les vores de l'asta i del vol respectivament.»
Va ser aprovada en el Ple de l'Ajuntament del 23 de desembre de 2003, i publicada en el Diari Oficial de la Generalitat de Catalunya núm. 4091 del 15 de març de 2004.